# 水南镇 (肇庆市)
水南镇，是中华人民共和国广东省肇庆市高要区下辖的一个乡镇级行政单位。

## 行政区划
水南镇下辖以下地区：
水南镇社区、水南村、坑告村、坳兰村、山寮村、社坑村、对口村、西牛村、双坡村、下坪村、江背坑村、洲村、坑口村、大播村和分界村。